# Cezais
Cezais ist eine ehemalige französische Gemeinde mit 299 Einwohnern (Stand: 1. Januar 2022) im Département Vendée in der Region Pays de la Loire. Sie gehörte zum Arrondissement Fontenay-le-Comte. Die Bewohner werden Cezaisiens und Cezaisiennes genannt.
Der Erlass des Präfekten vom 13. November 2023 legte mit Wirkung zum 1. Januar 2024 die Eingliederung von Cezais als Commune déléguée zusammen mit den früheren Gemeinden Thouarsais-Bouildroux und Saint-Sulpice-en-Pareds zur neuen Commune nouvelle Rives-du-Fougerais fest.

## Geografie
Cezais liegt in der Région naturelle Bocage vendéen etwa 48 Kilometer ostsüdöstlich von La Roche-sur-Yon und etwa 14 Kilometer nördlich von Fontenay-le-Comte.
Umgeben wird Cezais von den Nachbargemeinden und den Communes déléguées:
| Saint-Sulpice-en-Pareds (Commune déléguée)  |                                             | Antigny |
| Thouarsais-Bouildrouxals (Commune déléguée) | Kompassrose, die auf Nachbargemeinden zeigt |         |
| Saint-Cyr-des-Gâts                          | Bourneau                                    | Vouvant |

## Bevölkerungsentwicklung
| Cezais: Einwohnerzahlen von 1793 bis 2021                                                                                  | Cezais: Einwohnerzahlen von 1793 bis 2021 | Cezais: Einwohnerzahlen von 1793 bis 2021 | Cezais: Einwohnerzahlen von 1793 bis 2021 | Cezais: Einwohnerzahlen von 1793 bis 2021 |
| --- | ----------------------------------------- | ----------------------------------------- | ----------------------------------------- | ----------------------------------------- |
| Jahr |                                           |                                           |                                           | Einwohner                                 |
| 1793 | 1793                                      |                                           | 500                                       | 500                                       |
| 1800 | 1800                                      |                                           | 381                                       | 381                                       |
| 1806 | 1806                                      |                                           | 378                                       | 378                                       |
| 1821 | 1821                                      |                                           | 481                                       | 481                                       |
| 1831 | 1831                                      |                                           | 441                                       | 441                                       |
| 1836 | 1836                                      |                                           | 440                                       | 440                                       |
| 1841 | 1841                                      |                                           | 474                                       | 474                                       |
| 1846 | 1846                                      |                                           | 497                                       | 497                                       |
| 1851 | 1851                                      |                                           | 480                                       | 480                                       |
| 1856 | 1856                                      |                                           | 470                                       | 470                                       |
| 1861 | 1861                                      |                                           | 470                                       | 470                                       |
| 1866 | 1866                                      |                                           | 454                                       | 454                                       |
| 1872 | 1872                                      |                                           | 467                                       | 467                                       |
| 1876 | 1876                                      |                                           | 494                                       | 494                                       |
| 1881 | 1881                                      |                                           | 502                                       | 502                                       |
| 1886 | 1886                                      |                                           | 560                                       | 560                                       |
| 1891 | 1891                                      |                                           | 565                                       | 565                                       |
| 1896 | 1896                                      |                                           | 564                                       | 564                                       |
| 1901 | 1901                                      |                                           | 553                                       | 553                                       |
| 1906 | 1906                                      |                                           | 503                                       | 503                                       |
| 1911 | 1911                                      |                                           | 510                                       | 510                                       |
| 1921 | 1921                                      |                                           | 449                                       | 449                                       |
| 1926 | 1926                                      |                                           | 455                                       | 455                                       |
| 1931 | 1931                                      |                                           | 447                                       | 447                                       |
| 1936 | 1936                                      |                                           | 410                                       | 410                                       |
| 1946 | 1946                                      |                                           | 400                                       | 400                                       |
| 1954 | 1954                                      |                                           | 400                                       | 400                                       |
| 1962 | 1962                                      |                                           | 390                                       | 390                                       |
| 1968 | 1968                                      |                                           | 349                                       | 349                                       |
| 1975 | 1975                                      |                                           | 299                                       | 299                                       |
| 1982 | 1982                                      |                                           | 290                                       | 290                                       |
| 1990 | 1990                                      |                                           | 287                                       | 287                                       |
| 1999 | 1999                                      |                                           | 267                                       | 267                                       |
| 2006 | 2006                                      |                                           | 312                                       | 312                                       |
| 2013 | 2013                                      |                                           | 308                                       | 308                                       |
| 2021 | 2021                                      |                                           | 297                                       | 297                                       |
| Quelle(n): EHESS/Cassini bis 1999, INSEE ab 2006 Anmerkung(en): Ab 1962 offizielle Zahlen ohne Einwohner mit Zweitwohnsitz |                                           |                                           |                                           |                                           |

## Sehenswürdigkeiten
- Kriegerdenkmal
- Kirche Saint-Hilaire aus dem 12. Jahrhundert, seit 1989 als Monument historique eingeschrieben
- Schloss, genannt „La Cressonnière“, aus dem 16. Jahrhundert, Torgebäude seit 1930 als Monument historique eingeschrieben
- Ehemaliges Herrenhaus des Seigneurs aus dem frühen 15. Jahrhundert mit Erweiterungen im 16. und im 18. Jahrhundert, seit 2010 als Monument historique eingeschrieben

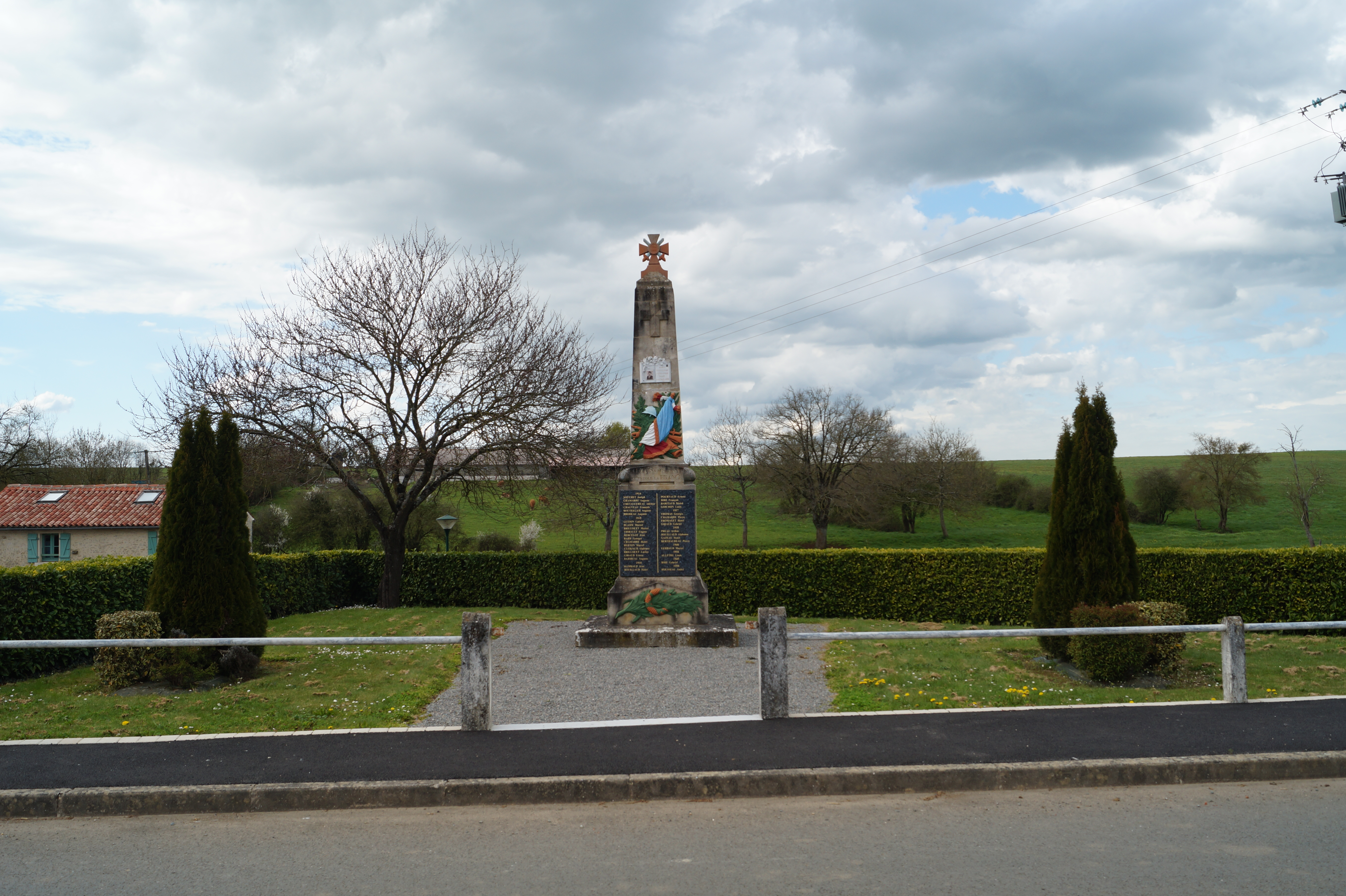
Kriegerdenkmal
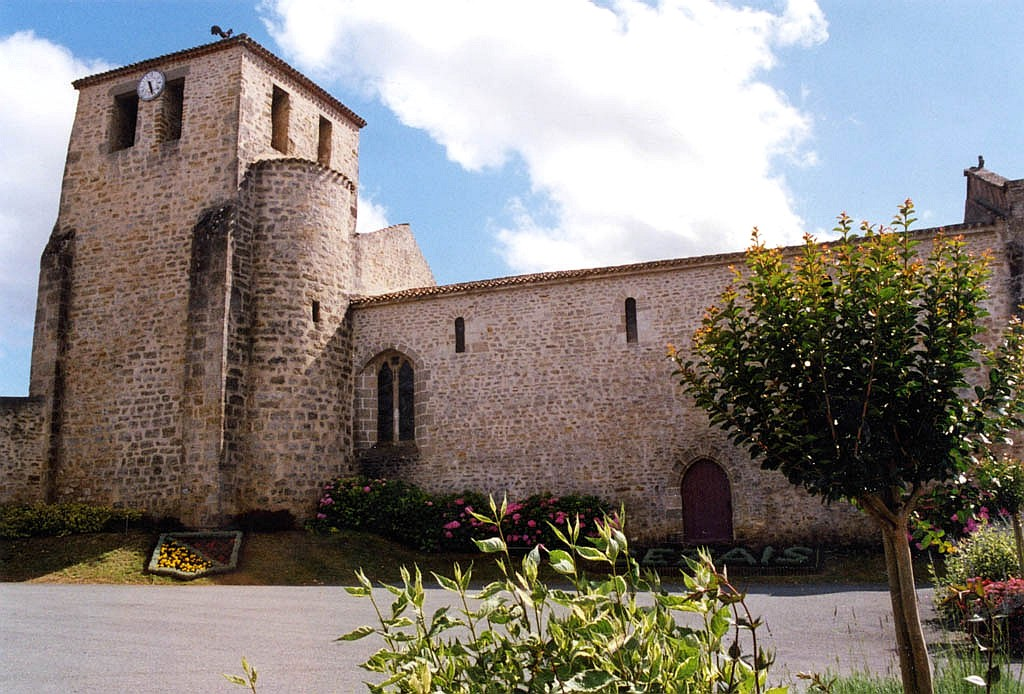
Kirche Saint-Hilaire
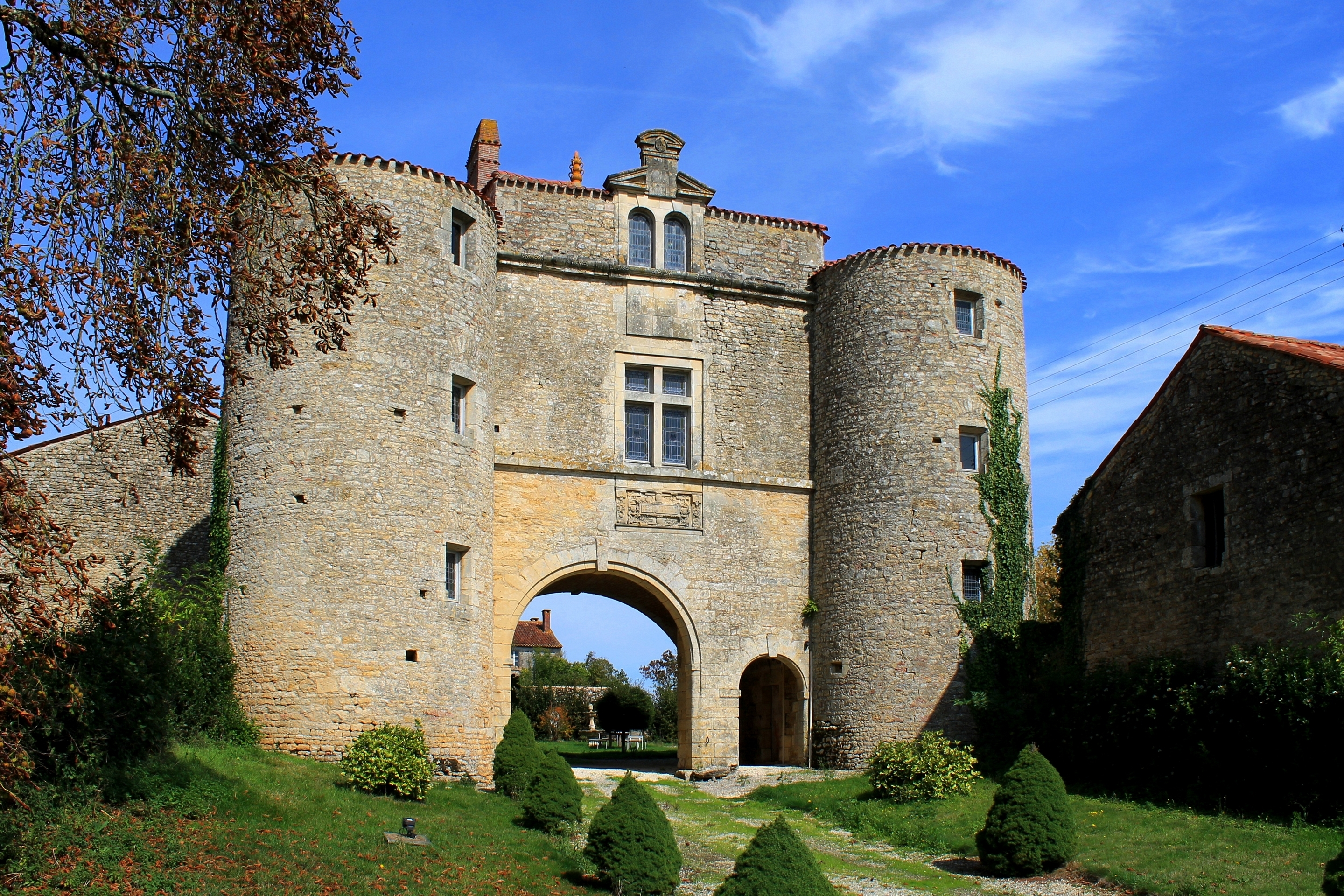
Torgebäude des Schlosses